# Megasecoptera
Megasecoptera је ред палеозојских крилатих инсеката из групе Palaeodictyopterida. Инсекти овог реда су поседовали хипогнатну главу, са усним апаратом за бодење и сисање. Овим усним апаратом инсекти су долазили до биљних сокова (хранили су се хербиворно). Крила су била приближно хомономна, за торакс су била припојена уском петељком што је омогућавало разноврсне начине летења, можда чак и лебдење. Ларве су врло вероватно биле терестричне.
Ред обухвата 3 подреда, 22 фамилије и око 35 родова. Подред Eubleptoptera је вероватно базалан за целу групу, уколико уопште треба да буде описиван као део овог реда. Примитивна карактеристика припадника овог подреда је присуство параноталних избочина, што их повезује са редом Palaeodictyoptera где је сврстан од стране појединих аутора.

## Систематика
подред 
фамилија 
фамилија 
фамилија 
фамилија 
фамилија 
фамилија „Xenopteridae”
подред 
фамилија 
фамилија 
фамилија 
фамилија 
фамилија 
фамилија 
подред 
фамилија 
фамилија 
фамилија 
фамилија 
фамилија 
фамилија 
фамилија 
фамилија 
фамилија 
фамилија 